# Hiranai
Hiranai (jap. 平内町 Hiranai-machi) – miasto w Japonii, na północy Honsiu, w prefekturze Aomori, w powiecie Higashitsugaru. Ma powierzchnię 217,09 km². W 2020 r. mieszkało w nim 10 126 osób, w 3 783 gospodarstwach domowych  (w 2010 r. 12 361 osób, w 4 177 gospodarstwach domowych) .

## Geografia
Miasteczko położone jest w środkowej części prefektury, na półwyspie Natsudomari, pomiędzy zatokami Aomori i Noheji. Zajmuje powierzchnię 217,09 km². W jego skład wchodzą też niewielkie wyspy Moura i Ō.
Przez Hiranai przebiegają: droga krajowa 4 oraz linia kolejowa Aoimori Tetsudō-sen ze stacjami: Nishi-Hiranai, Kominato, Shimizugawa i Karibasawa.

Hiranai w prefekturze Aomori

## Demografia
Według danych z kwietnia 2014 roku miejscowość zamieszkuje 12 138 osób, w tym 5 819 mężczyzn i 6 319 kobiet, tworzących 5 125 gospodarstw domowych.
| 1995   | 2000   | 2005   | 2010   | 2015   | 2020   |
| ------ | ------ | ------ | ------ | ------ | ------ |
| 15 441 | 14 528 | 13 483 | 12 361 | 11 142 | 10 126 |